# Laodamie fille d'Acaste
Pour les articles homonymes, voir Laodamie.

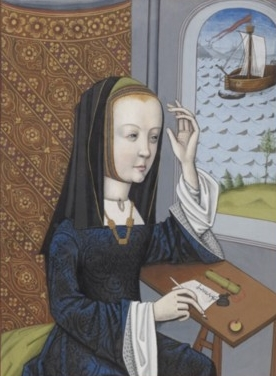
Laodamie. Miniature extraite des Héroïdes d'Ovide (traduction d'Octavien de Saint-Gelais, 1496-1498), BnF (Cote : Français 875). Miniature de Robinet Testard.

Dans la mythologie grecque, Laodamie (en grec ancien Λαοδάμεια / Laodámeia), fille d'Acaste et d'Astydamie, est l'épouse de Protésilas, un prince de Thessalie.
Inconsolable après la mort de son mari à la guerre de Troie, elle se meurtrit (se déchirant les joues pour ainsi manifester son deuil). Elle fit réaliser une statue à son image, auprès de laquelle elle passa ses journées. Prenant pitié d'elle, les dieux décident de lui rendre Protésilas, et Hermès le ramène des Enfers. Mais lorsque Protésilas doit retourner d'où il vient, Laodamie se tue par désespoir.

### Sources
- Homère, Iliade [détail des éditions] [lire en ligne] (II, 695-710).
- Pseudo-Apollodore, Épitome [détail des éditions] [lire en ligne] (III, 30).
- Hygin, Fables [détail des éditions] [(la) lire en ligne] (CIII ; CIV ; CCXLIII).
- Ovide, Héroïdes [détail des éditions] [lire en ligne] (épître 13, Laodamie à Protésilas)
- Agrippa d'Aubigné, Le Printemps, Hécatombe à Diane, 23.